# Iota Hydri
Iota Hydri (56 Hydri) é uma estrela na direção da constelação de Hydrus. Possui uma ascensão reta de 03h 15m 57.36s e uma declinação de −77° 23′ 19.0″. Sua magnitude aparente é igual a 5.51. Considerando sua distância de 96 anos-luz em relação à Terra, sua magnitude absoluta é igual a 3.17. Pertence à classe espectral F4III.